# Pio Marmaï
Pio Marmaï (ur. 13 lipca 1984 w Strasburgu) – francuski aktor filmowy, teatralny i telewizyjny.

## Filmografia

### filmy kinowe
- 2008: Dzień, który odmienił twoje życie (Le Premier jour du reste de ta vie) jako Albert Duval
- 2008: Didine jako Jérémie
- 2009: Bałagan (Le bazar) jako Fred
- 2009: Prawo Murphy’ego (La Loi de Murphy) jako Elias Segura
- 2010: Z tobą i przeciw tobie (Contre toi) jako Yann
- 2010: Miłość i chłodna woda (D’amour et d'eau fraîche) jako Ben
- 2011: Szczęśliwe wydarzenie (Un heureux événement) jako Nicolas
- 2011: Delikatność (La Délicatesse) jako François
- 2014: We dwoje zawsze raźniej (Dans la cour) jako Stėphane
- 2016: Handlowiec (Vendeur) jako Gėrald
- 2017: Mikołaj i spółka (Santa & Cie) jako Thomas
- 2017: Nasz najlepszy rok (Ce qui nous lie) jako Jean
- 2018: En Libertė jako Antoine

### filmy telewizyjne
- 2008: Nic w kieszeni (Rien dans les poches) jako Marcel Lapostolle
- 2010: Mój ojciec, Franciszek z Belgii (Mon père, Francis le Belge) jako Francis z Belgii
- 2010: Le pas Petit Poucet jako Jean Bedane

## Nagrody i nominacje
| Rok  | Nagroda | Kategoria                    | Film                                     | Rezultat  |
| ---- | ------- | ---------------------------- | ---------------------------------------- | --------- |
| 2009 | César   | Najbardziej obiecujący aktor | Dzień, który odmienił twoje życie (2008) | Nominacja |
| 2011 | César   | Najbardziej obiecujący aktor | Miłością i wodą (2010)                   | Nominacja |
| 2019 | César   | Najlepszy aktor              | En Libertė (2018)                        | Nominacja |